# Roland MC-505

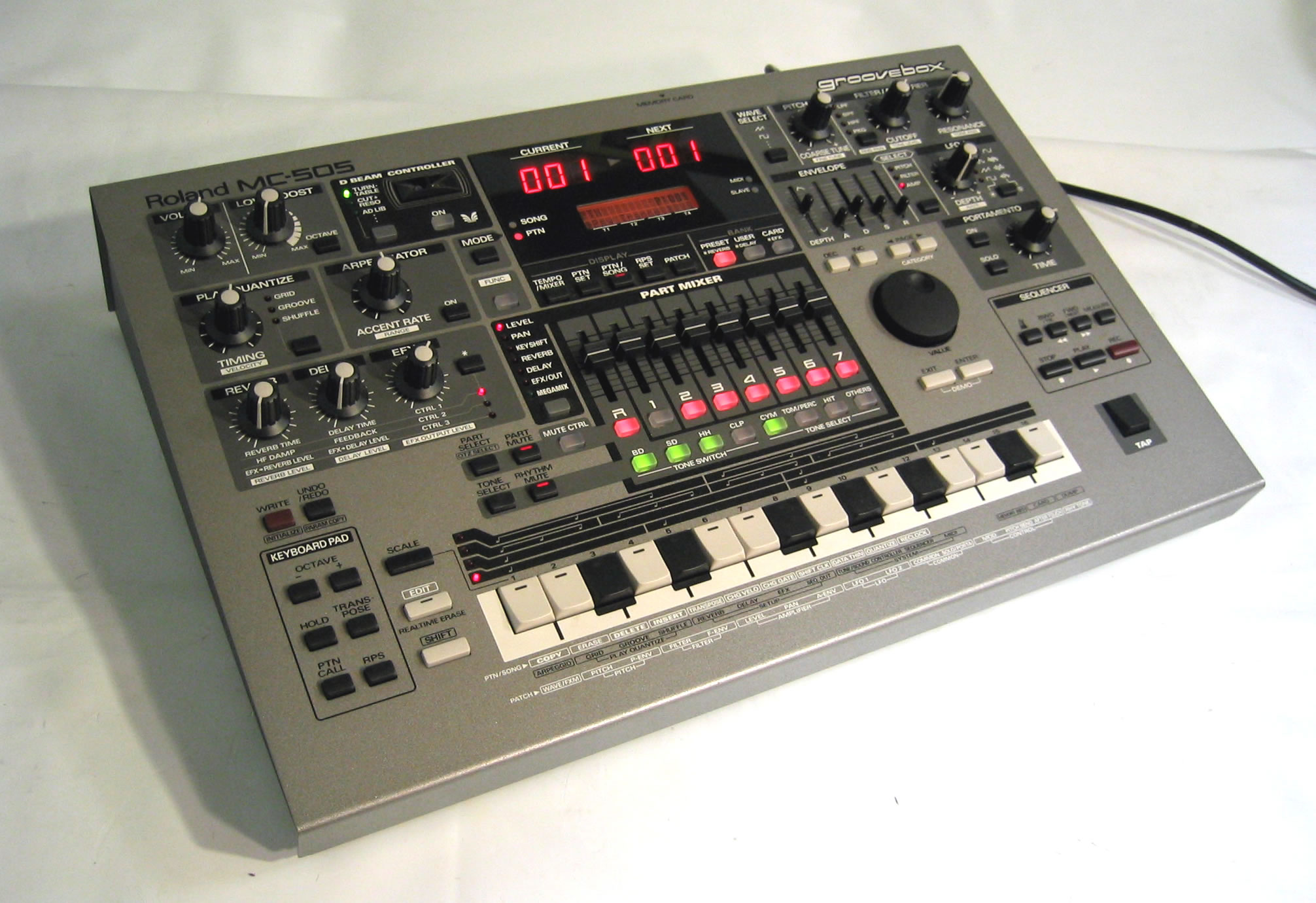
Roland MC-505 Groovebox

Die Roland MC-505 ist die Nachfolge-Groovebox des MC-303 und besteht aus Drumcomputer, Musiksequenzer, sowie synthetischer Klangerzeugung mit entsprechenden Funktionen. Sie beinhaltet Sounds und Styles des Synthesizers JX-305 Groovesynth.

## Geschichte
Sie wurde im Jahr 1998 eingeführt und kombinierte Funktionen eines Musiksequenzers sowie Synthesizers in einem Gerät. Sie richtete sich speziell an Produzentinnen und Produzenten elektronischer Musik. Mit erweiterten Funktionen und einer größeren Klangvielfalt baute die MC-505 auf dem Erfolg der MC-303 auf und etablierte sich schnell in die Musikszene.

## Beschreibung
Ein Merkmal der MC-505 war der innovative D-Beam-Controller, der es ermöglichte, Effekte und Klänge durch Handbewegungen über einen Infrarot-Lichtstrahl zu steuern. Diese Funktion verlieh Live-Performances eine neue visuelle und expressive Dimension. Zudem bot die Groovebox eine erweiterte Polyphonie von 64 Stimmen, was komplexere Arrangements ermöglichte, sowie eine umfangreiche Klangbibliothek mit 512 Sounds und 26 Rhythmus-Sets, darunter klassische Klänge von Instrumenten wie der TB-303, TR-808, Juno und Jupiter.
Zusätzlich verfügte sie über drei unabhängige, synchronisierbare Effektprozessoren mit einer Vielzahl von Effekten wie Reverb, Delay und 24 weiteren Multi-Effekten. Die MEGAMIX-Funktion erlaubte es, in Echtzeit verschiedene Teile unterschiedlicher Patterns zu kombinieren und dadurch dynamische, improvisierte Live-Performances zu schaffen. Für die Speicherung von Patterns und Patches steht ein SmartMedia-Kartensteckplatz zur Verfügung, der 2 MB- und 4 MB-Karten unterstützt.